# Magyarbánhegyes
Magyarbánhegyes es un pueblo ubicado en el distrito de Mezőkovácsháza, condado de Békés, Hungría.

## Superficie
Posee una superficie de 36,56 kilómetros cuadrados.

## Demografía
Hasta 2022 la población era de 1800 habitantes, con una densidad de población de 49,23 habitantes por kilómetro cuadrado.